# 7-Aminonaphthalin-1,3-disulfonsäure
7-Aminonaphthalin-1,3-disulfonsäure (Trivialname Amino-G-Säure) ist eine chemische Verbindung aus der Gruppe der Buchstabensäuren.

## Gewinnung und Darstellung
7-Aminonaphthalin-1,3-disulfonsäure kann aus der 2-Aminonaphthalin-6-sulfonsäure (Brönner-Säure) hergestellt werden, indem es eine kurze Zeit lang bei 110 °C mit Oleum reagieren gelassen wird. Dabei entsteht allerdings zunächst das schwefelsaure Salz. Die freie Säure kann gewonnen werden, indem erst mit Barytwasser das Bariumsalz gebildet wird. Dieses kann aufgereinigt und kristallisiert werden und dann mit einer genau bestimmten Menge Schwefelsäure wieder aufgelöst werden, um die freie Säure zu erhalten.